# Stan Brakhage
Stan Brakhage, rodným jménem Robert Sanders, (14. ledna 1933 – 9. března 2003) byl americký experimentální filmař, jehož filmografie čítá přibližně čtyři stovky filmů. Rovněž je autorem několika knih o filmu a dlouhodobě se věnoval pedagogické činnosti.

## Život
Narodil se v Kansas City ve státě Missouri jako Robert Sanders. Když mu byly dva týdny, byl adoptován rodinou Brakhageových a dostal jméno James Stanley. Vyrůstal v Denveru. Svůj první film Interim natočil v roce 1952; hudbu k němu složil jeho tehdy osmnáctiletý kamarád James Tenney. V roce 1953 se usadil v San Franciscu a studoval na tamní Kalifornské škole výtvarných umění (nyní Sanfranciský umělecký institut). Studium nedokončil a již v roce 1954 odešel do New Yorku. V roce 1957 se oženil s Jane Collomovou, s níž měl pět dětí. Porod prvního z nich natočil pro svůj film Window Water Baby Moving. Rozvedli se v roce 1987. V roce 2002 se se svou druhou manželkou, s níž měl další dvě děti, usadil v Kanadě a následujícího roku ve věku 70 let zemřel na rakovinu.